# Verneuil-en-Bourbonnais
Pour les articles homonymes, voir Verneuil.
Verneuil-en-Bourbonnais est une commune française, située dans le département de l'Allier en région Auvergne-Rhône-Alpes.

## Géographie

### Localisation
Le village de Verneuil-en-Bourbonnais est situé au centre du département de l'Allier, à 5,1 km au nord-nord-ouest de Saint-Pourçain-sur-Sioule, à 21,5 km au sud du bureau centralisateur du canton de Souvigny, à 25,4 km au sud de Moulins.
Le bourg est bâti sur une hauteur dominant le Douzenan.
Ses communes limitrophes sont :
| Meillard |                         | Monétay-sur-Allier |
|          | Verneuil-en-Bourbonnais | Contigny           |
| Bransat  |                         | Saulcet            |

### Transports
Le territoire communal est traversé par les routes départementales 18 (liaison de Saint-Pourçain-sur-Sioule à Cressanges), 34 (depuis Bresnay) et 280 (traversant le centre du village).

### Climat
Pour des articles plus généraux, voir Climat d'Auvergne-Rhône-Alpes et Climat de l'Allier.
En 2010, le climat de la commune est de type climat océanique dégradé des plaines du Centre et du Nord, selon une étude du Centre national de la recherche scientifique s'appuyant sur une série de données couvrant la période 1971-2000. En 2020, Météo-France publie une typologie des climats de la France métropolitaine dans laquelle la commune est dans une zone de transition entre le climat océanique altéré et le climat de montagne ou de marges de montagne et est dans la région climatique Centre et contreforts nord du Massif central, caractérisée par un air sec en été et un bon ensoleillement.
Pour la période 1971-2000, la température annuelle moyenne est de 11,1 °C, avec une amplitude thermique annuelle de 15,9 °C. Le cumul annuel moyen de précipitations est de 735 mm, avec 10,4 jours de précipitations en janvier et 7,2 jours en juillet. Pour la période 1991-2020, la température moyenne annuelle observée sur la station météorologique de Météo-France la plus proche, sur la commune de Louchy-Montfand à 4 km à vol d'oiseau, est de 11,9 °C et le cumul annuel moyen de précipitations est de 740,6 mm,. Pour l'avenir, les paramètres climatiques de la commune estimés pour 2050 selon différents scénarios d'émission de gaz à effet de serre sont consultables sur un site dédié publié par Météo-France en novembre 2022.

## Urbanisme

### Typologie
Au 1er janvier 2024, Verneuil-en-Bourbonnais est catégorisée commune rurale à habitat dispersé, selon la nouvelle grille communale de densité à 7 niveaux définie par l'Insee en 2022.
Elle est située hors unité urbaine. Par ailleurs la commune fait partie de l'aire d'attraction de Saint-Pourçain-sur-Sioule, dont elle est une commune de la couronne,. Cette aire, qui regroupe 14 communes, est catégorisée dans les aires de moins de 50 000 habitants,.

### Occupation des sols

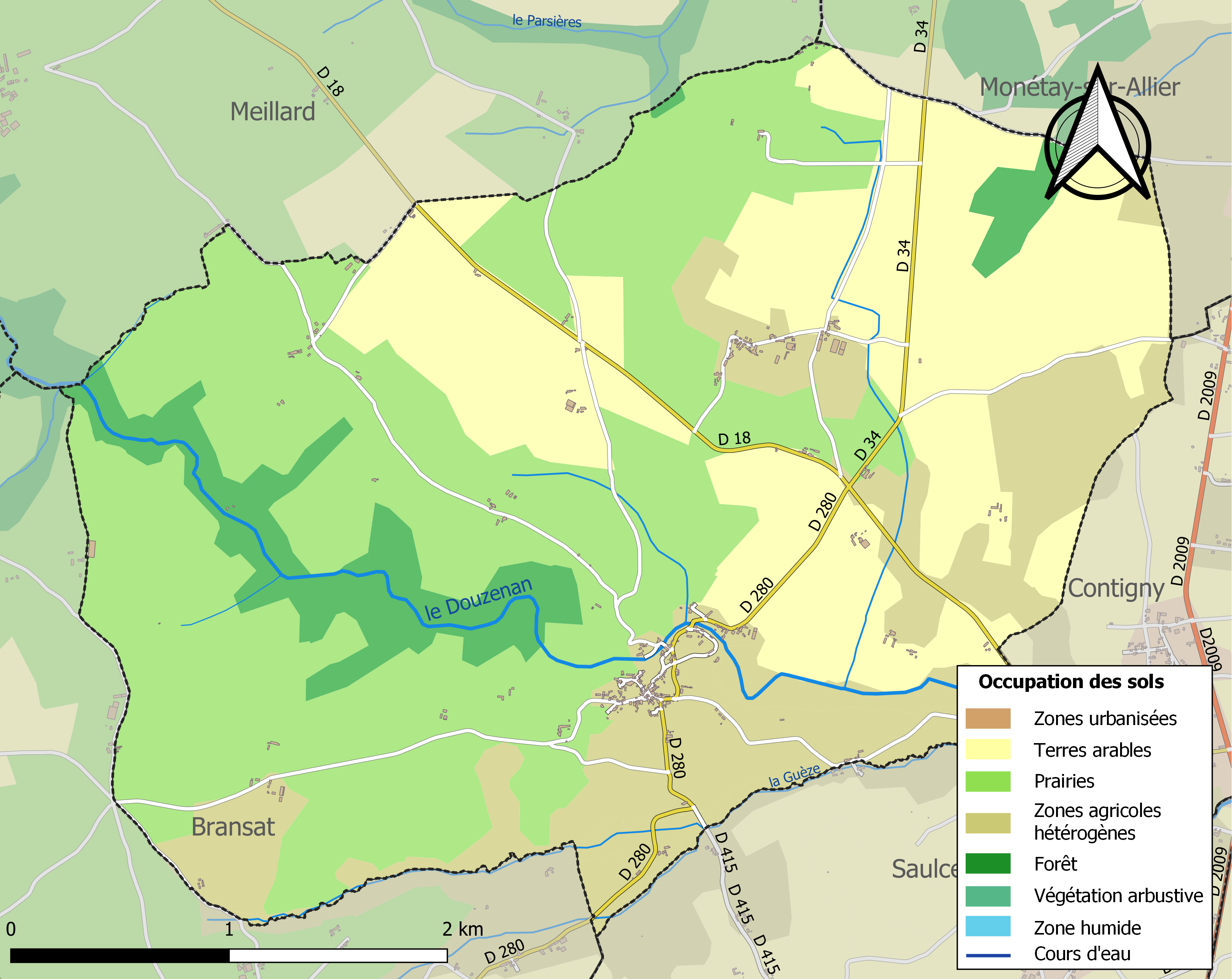
Carte des infrastructures et de l'occupation des sols de la commune en 2018 (CLC).

L'occupation des sols de la commune, telle qu'elle ressort de la base de données européenne d’occupation biophysique des sols Corine Land Cover (CLC), est marquée par l'importance des territoires agricoles (92,8 % en 2018), une proportion identique à celle de 1990 (92,8 %). La répartition détaillée en 2018 est la suivante : prairies (44,3 %), terres arables (28,2 %), zones agricoles hétérogènes (20,2 %), forêts (7,2 %).
L'IGN met par ailleurs à disposition un outil en ligne permettant de comparer l’évolution dans le temps de l’occupation des sols de la commune (ou de territoires à des échelles différentes). Plusieurs époques sont accessibles sous forme de cartes ou photos aériennes : la carte de Cassini (XVIIIe siècle), la carte d'état-major (1820-1866) et la période actuelle (1950 à aujourd'hui).

## Toponymie
Verneuil-en-Bourbonnais — Verneulh-en-Borbonais dans le parler local — fait partie de la moitié septentrionale de l'Allier dont la langue régionale est le bourbonnais, une variante de la langue d'oïl.
L'origine du nom de Verneuil remonte à verno signifiant « aulne » suivi du suffixe gaulois -ialo signifiant « champ, clairière » ; la forme primitive serait donc *Vernoialos, « la clairière des aulnes ».

## Histoire
Verneuil est au Moyen Âge une des dix-sept châtellenies du Bourbonnais. Elle est donc ceinte de remparts et elle est l'une des villes les plus importantes du duché de Bourbon ; elle est dotée d'un collège de chanoines, 60 à l'origine, établis en la collégiale Saint-Pierre. Le duc Louis II de Bourbon y construisit un château. La ville est prise en 1465 par Louis XI, qui fait démanteler les remparts et le château.
Verneuil devient ensuite châtellenie royale.

## Héraldique
|  | Les armes de la commune se blasonnent ainsi : De vair au chef de gueules chargé d’un œil d’argent. |

## Politique et administration

### Découpage territorial
Verneuil-en-Bourbonnais dépendait du canton de Saint-Pourçain-sur-Sioule jusqu'en mars 2015 ; à la suite du redécoupage des cantons du département, elle dépend désormais du canton de Souvigny.
Par arrêté préfectoral du 2 janvier 2024, la commune est retirée le 1er janvier 2024 de l'arrondissement de Moulins et rattachée à l'arrondissement de Vichy.

### Liste des maires
| Période                                  | Période                         | Identité                  | Étiquette | Qualité                    |
| ---------------------------------------- | ------------------------------- | ------------------------- | --------- | -------------------------- |
| Les données manquantes sont à compléter. |                                 |                           |           |                            |
| maire en 1962                            | ?                               | Edouard Kuntz (1897-1970) | Radical   | Préfet honoraire           |
| avant 1988                               | ?                               | Roland Moreau             |           |                            |
| mars 2001                                | mai 2020                        | Gérard Chegut             | FG        | Retraité de l'enseignement |
| mai 2020                                 | En cours (au 22 septembre 2021) | Daniel Leger              |           |                            |

## Population et société

### Démographie
L'évolution du nombre d'habitants est connue à travers les recensements de la population effectués dans la commune depuis 1793. Pour les communes de moins de 10 000 habitants, une enquête de recensement portant sur toute la population est réalisée tous les cinq ans, les populations de référence des années intermédiaires étant quant à elles estimées par interpolation ou extrapolation. Pour la commune, le premier recensement exhaustif entrant dans le cadre du nouveau dispositif a été réalisé en 2008.

En 2022, la commune comptait 237 habitants, en évolution de −5,2 % par rapport à 2016 (Allier : −1,38 %, France hors Mayotte : +2,11 %).
| 1793 | 1800 | 1806 | 1821 | 1831 | 1836 | 1841 | 1846 | 1851 |
| ---- | ---- | ---- | ---- | ---- | ---- | ---- | ---- | ---- |
| 685  | 651  | 545  | 596  | 694  | 729  | 712  | 720  | 707  |

| 1856 | 1861 | 1866 | 1872 | 1876 | 1881 | 1886 | 1891 | 1896 |
| ---- | ---- | ---- | ---- | ---- | ---- | ---- | ---- | ---- |
| 680  | 677  | 686  | 620  | 604  | 612  | 600  | 594  | 600  |

| 1901 | 1906 | 1911 | 1921 | 1926 | 1931 | 1936 | 1946 | 1954 |
| ---- | ---- | ---- | ---- | ---- | ---- | ---- | ---- | ---- |
| 586  | 621  | 558  | 503  | 476  | 460  | 443  | 413  | 383  |

| 1962 | 1968 | 1975 | 1982 | 1990 | 1999 | 2006 | 2008 | 2013 |
| ---- | ---- | ---- | ---- | ---- | ---- | ---- | ---- | ---- |
| 399  | 329  | 290  | 250  | 280  | 283  | 253  | 245  | 254  |

| 2018 | 2022 | - | - | - | - | - | - | - |
| ---- | ---- | - | - | - | - | - | - | - |
| 238  | 237  | - | - | - | - | - | - | - |

### Enseignement
Verneuil-en-Bourbonnais dépend de l'académie de Clermont-Ferrand. Elle gère une école élémentaire publique de vingt élèves.
Hors dérogation à la carte scolaire, les collégiens se rendent à Saint-Pourçain-sur-Sioule, tout comme les lycéens.

### Manifestations
- L'autodafé des épouvantails. Une exposition d'épouvantails dans les jardins et les prés du bourg et des villages est organisée tout au long de l'été et se termine par leur sacrifice au Pré Féraud.

## Économie
L'une des activités de la commune est la viticulture : la commune fait partie du terroir de l'AOC saint-pourçain.
La commune possède une épicerie.

## Culture locale et patrimoine

### Lieux et monuments
- Vieux village, l'un des plus beaux du Bourbonnais (vestiges de l'enceinte médiévale : porte de ville datant du XIVe siècle ; ruines du château ; maisons anciennes du XVe au XVIIe siècle, dont certaines présentent des façades à colombages).
- Collégiale Saint-Pierre, église gothique du XIIe siècle (M.H.), devenue l'église paroissiale.
- Église Notre-Dame-sur-l'Eau (Xe et XIe siècles ancienne église paroissiale. Après la Révolution, elle fut utilisée comme grange et souffrit beaucoup. Rachetée en 1965 et restaurée par la Société des amis du Vieux Verneuil, elle a été transformée en lieu d'exposition. Des vitraux en résine et en verre, œuvres de Bernard Guth, laissent entrer une lumière colorée.
- L'ancien auditoire de la châtellenie, où l'on rendait la justice.
- Musée du lavage et du repassage. Il présente l'évolution des techniques non seulement en France, mais dans le monde.
- Le Géant endormi, sculpture monumentale de bois due à Cyrille André, couchée depuis 2001 au pied d'un arbre, sur la butte boisée de la Motte Coquet.
- Château de Verneuil-en-Bourbonnais, inscrit aux monuments historiques en 1928. Le château édifié au XIVe siècle, sur des substructions du XIe ou du XIIe siècle, sur plan carré, flanqué à ses quatre angles de quatre tours carrées. Il a été détruit sous Louis XI. La porte de ville conserve ses jambages taillés, une partie de l'intrados et quelques traces de défenses[33].
- Château du Vousset, inscrit aux monuments historiques par arrêté du 26 novembre 1990 (éléments protégés : Château, y compris le décor peint de la salle du premier étage, ainsi que le mur d'enceinte et le pigeonnier)[34]
- Château de Chaumejean.
- Château des Garennes.
- Château de Vaux.

L'église et le vieux village
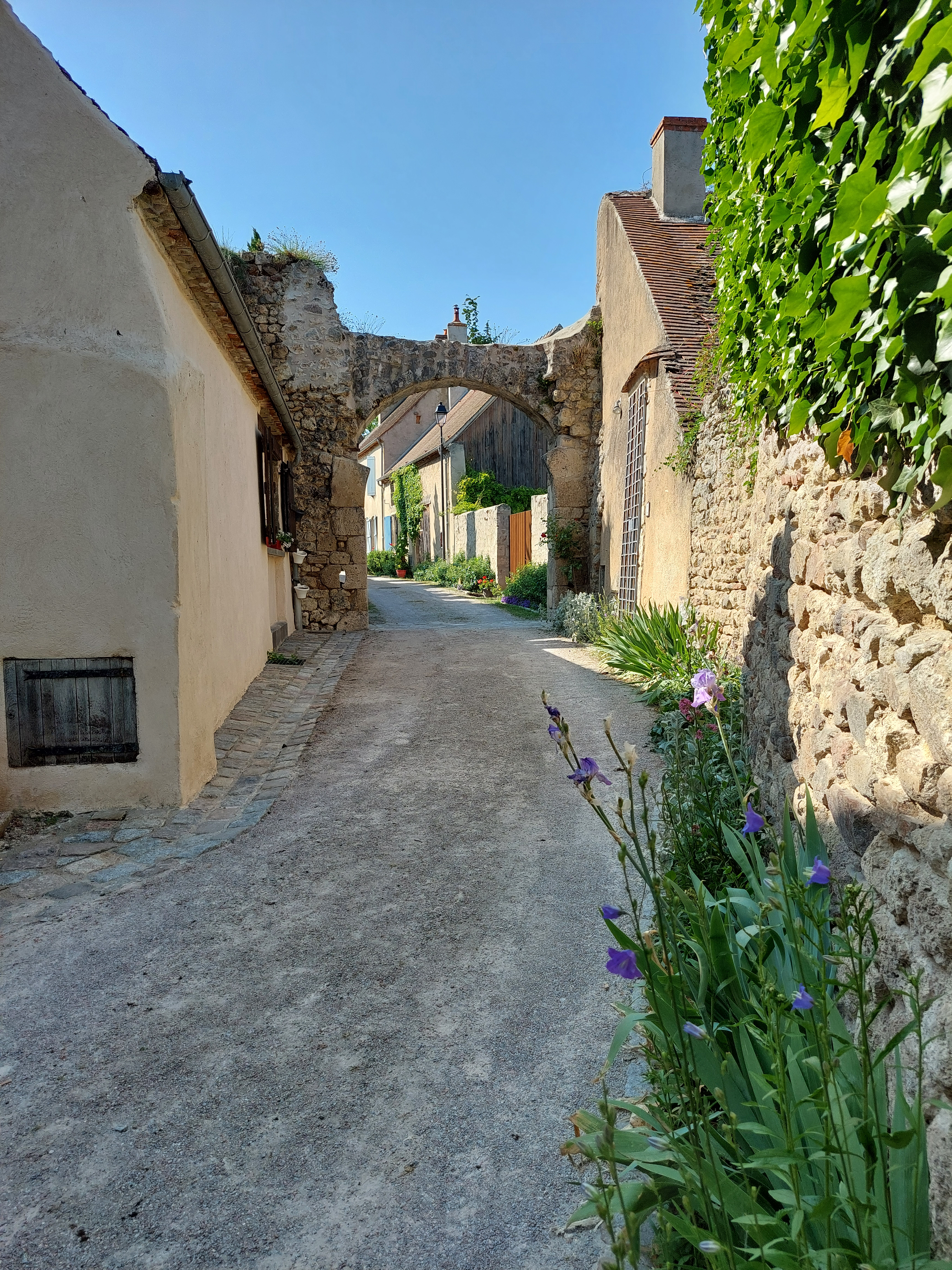
Vestiges de la porte de Verneuil.
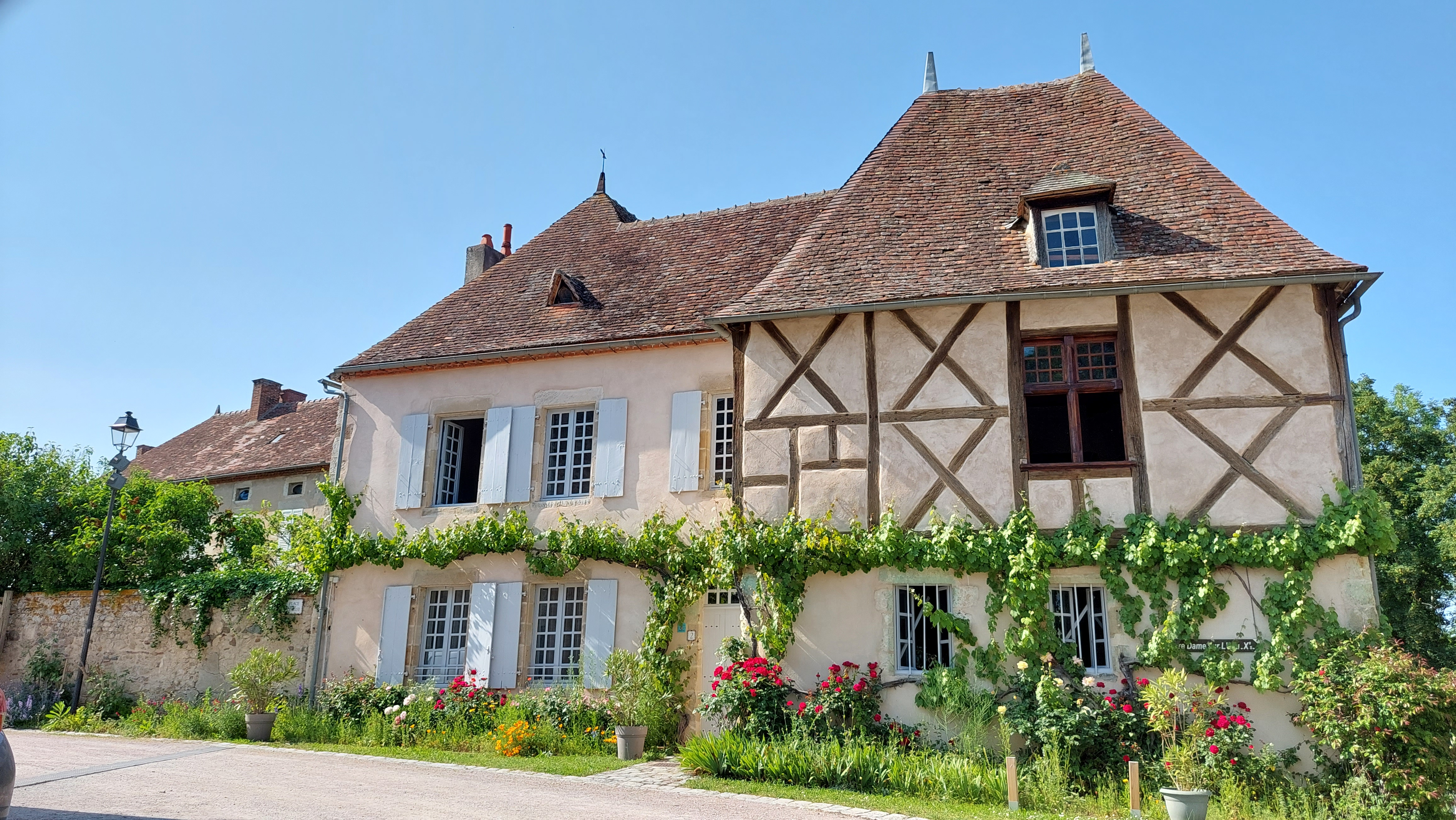
Maison à colombages classée.
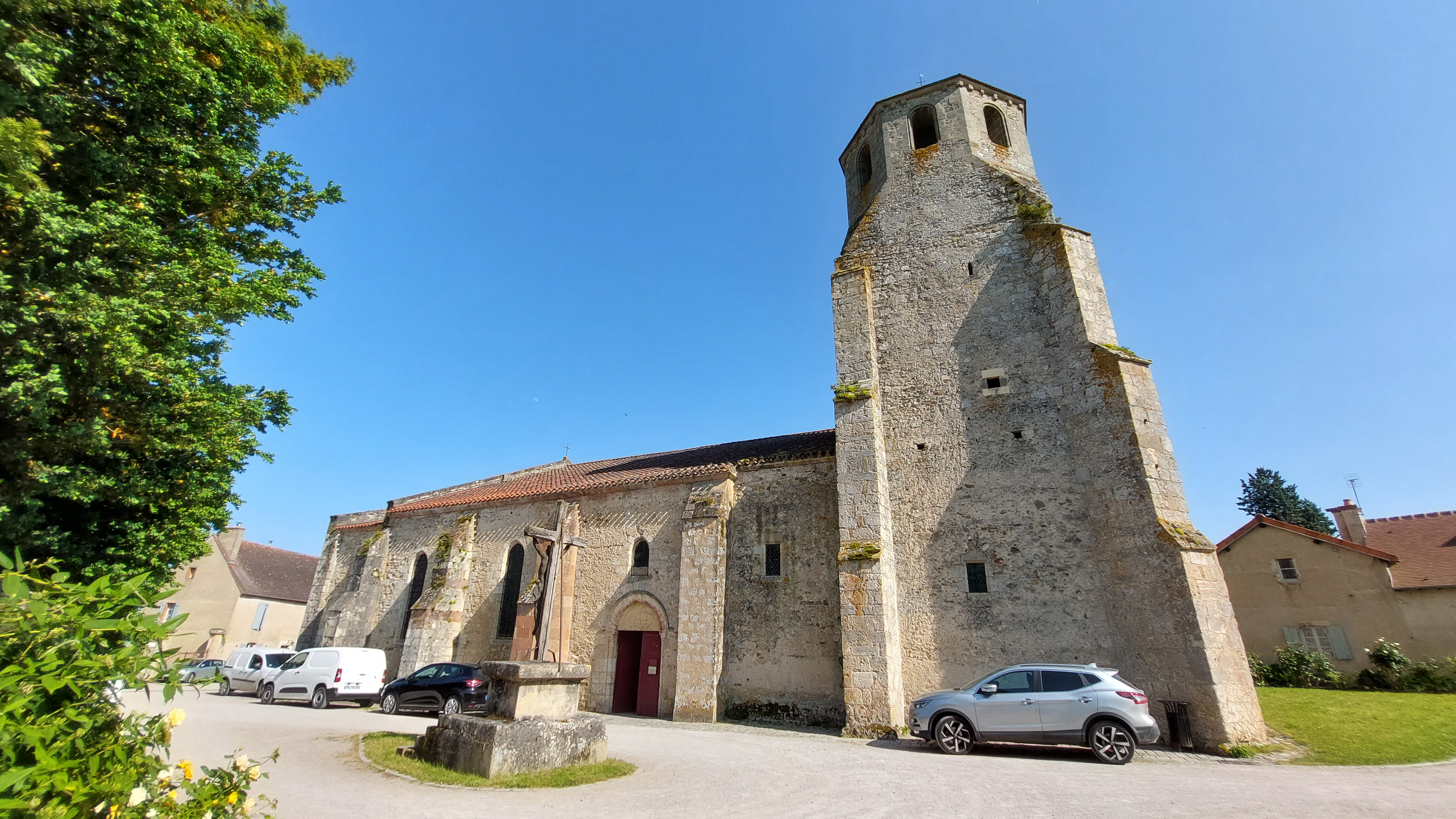
Église Saint-Pierre.
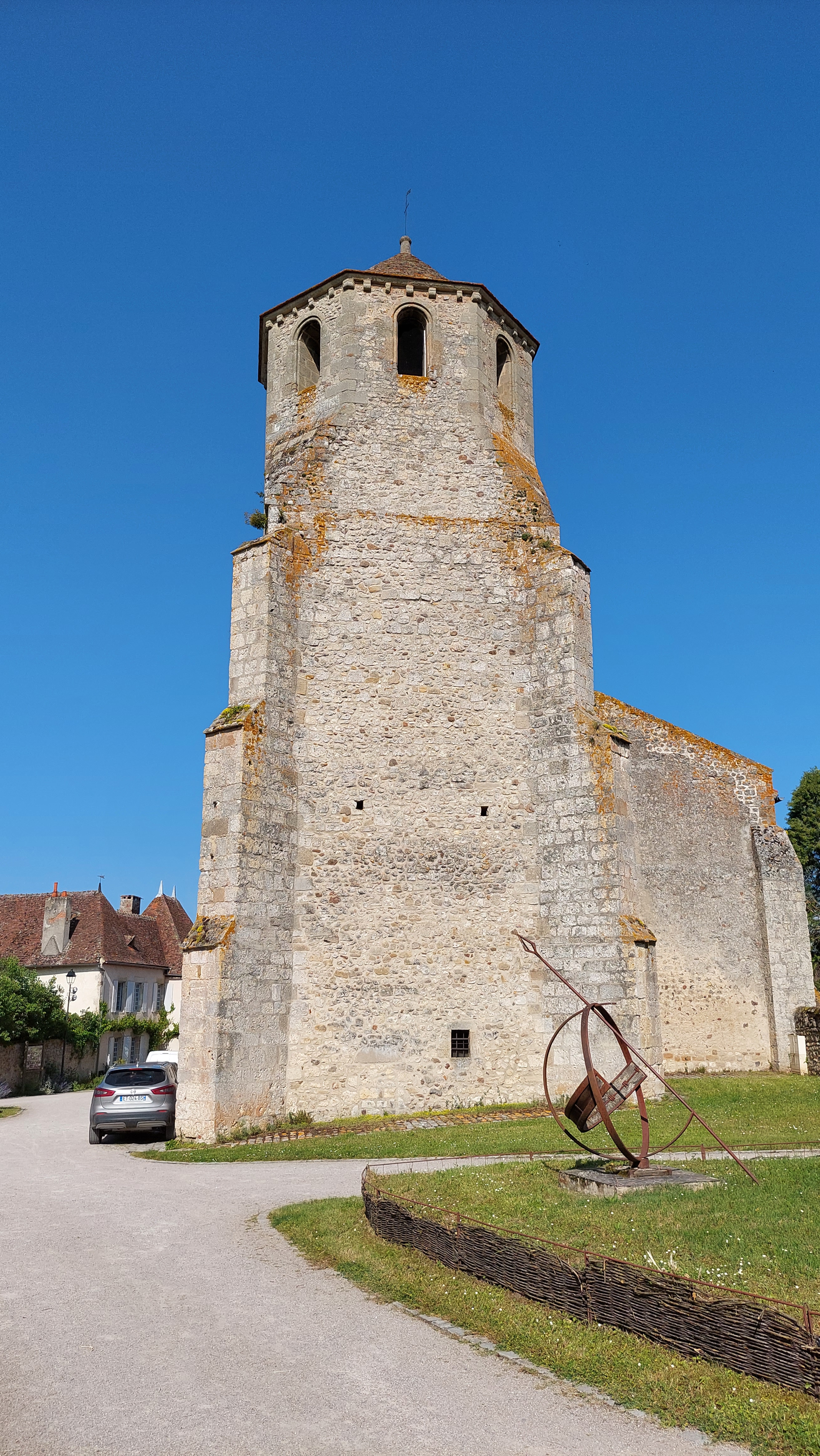
Clocher de l'église Saint-Pierre.
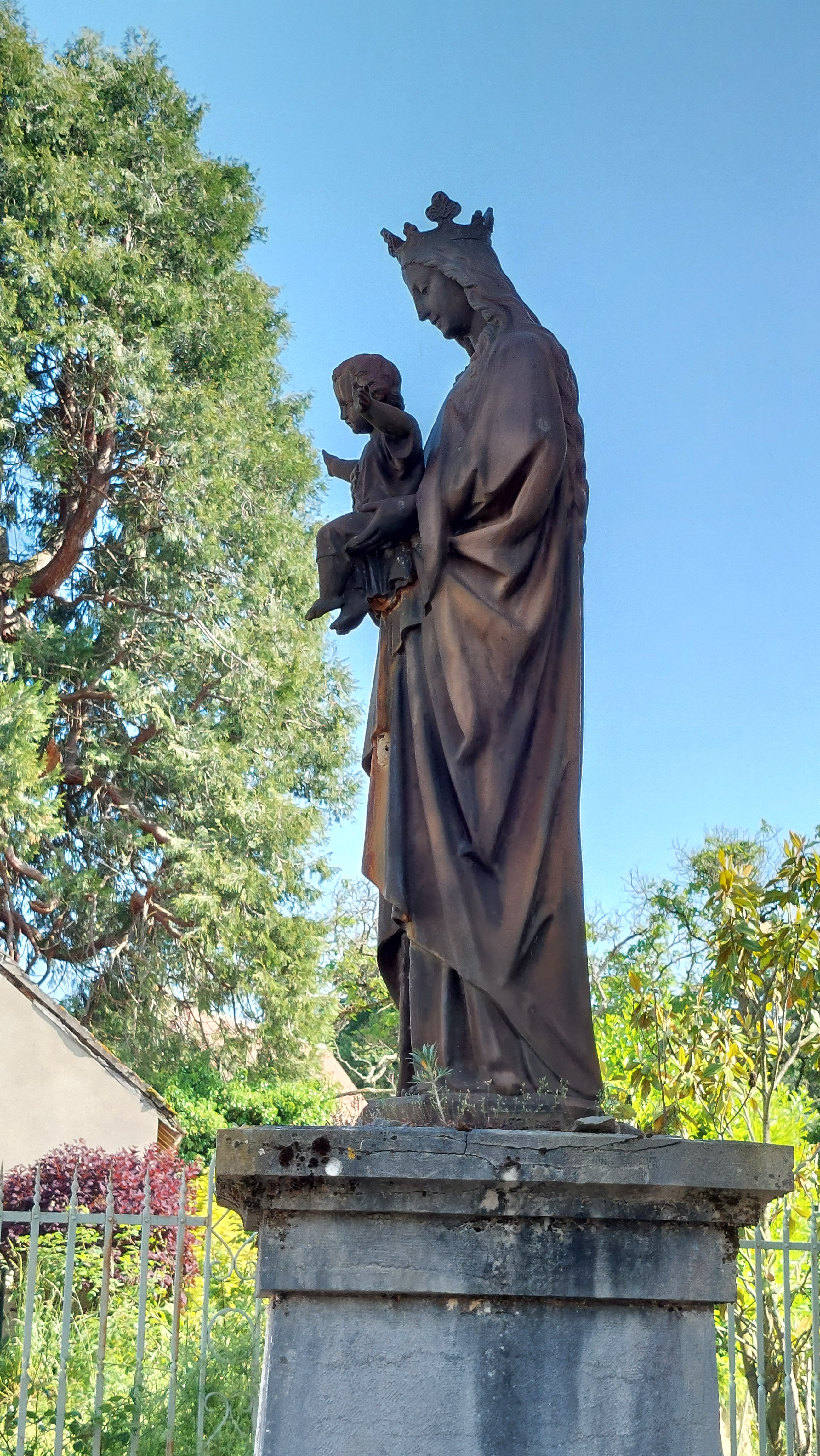
Vierge Marie, au pied de l'église.
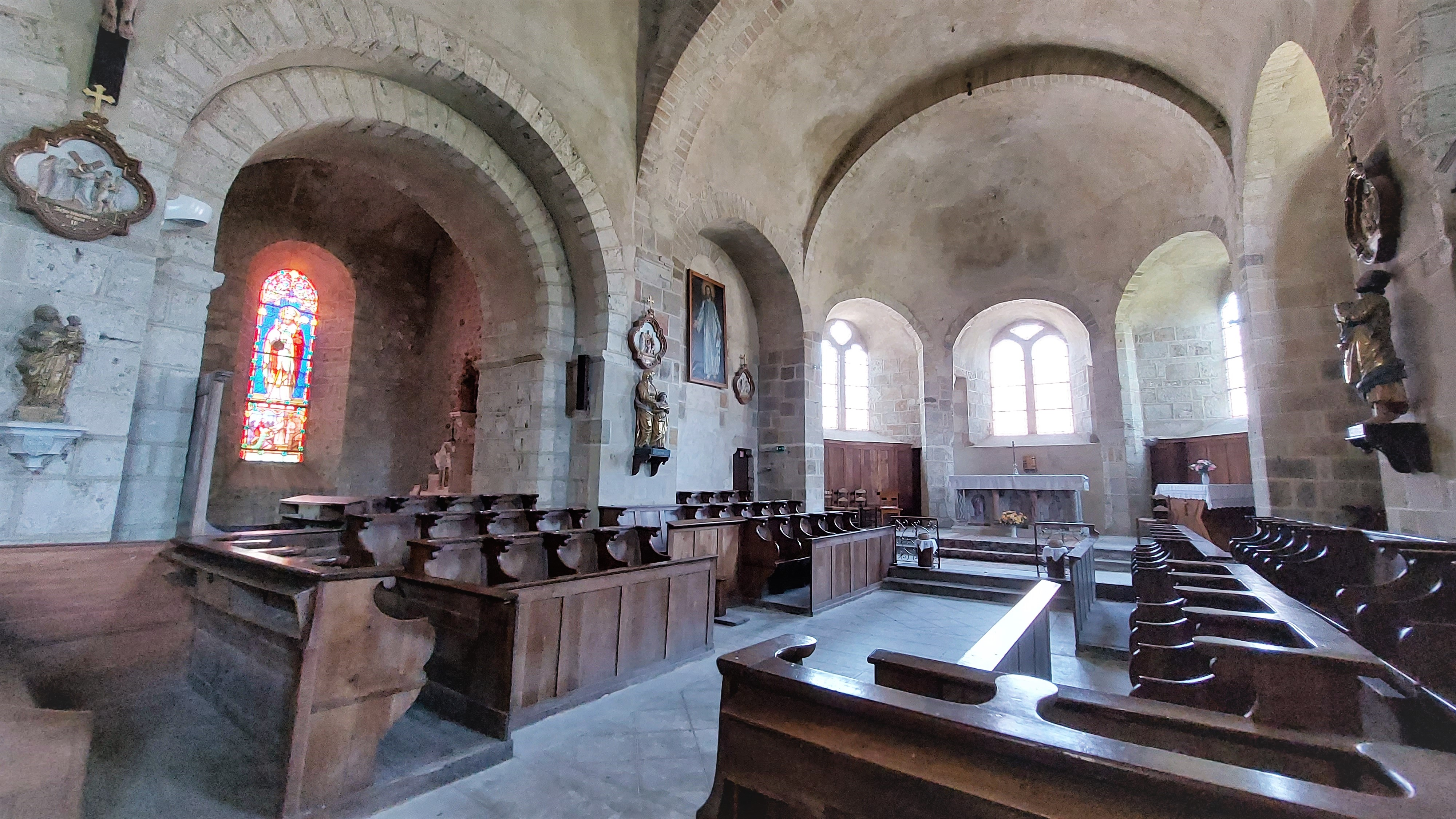
Intérieur de l'église Saint-Pierre.
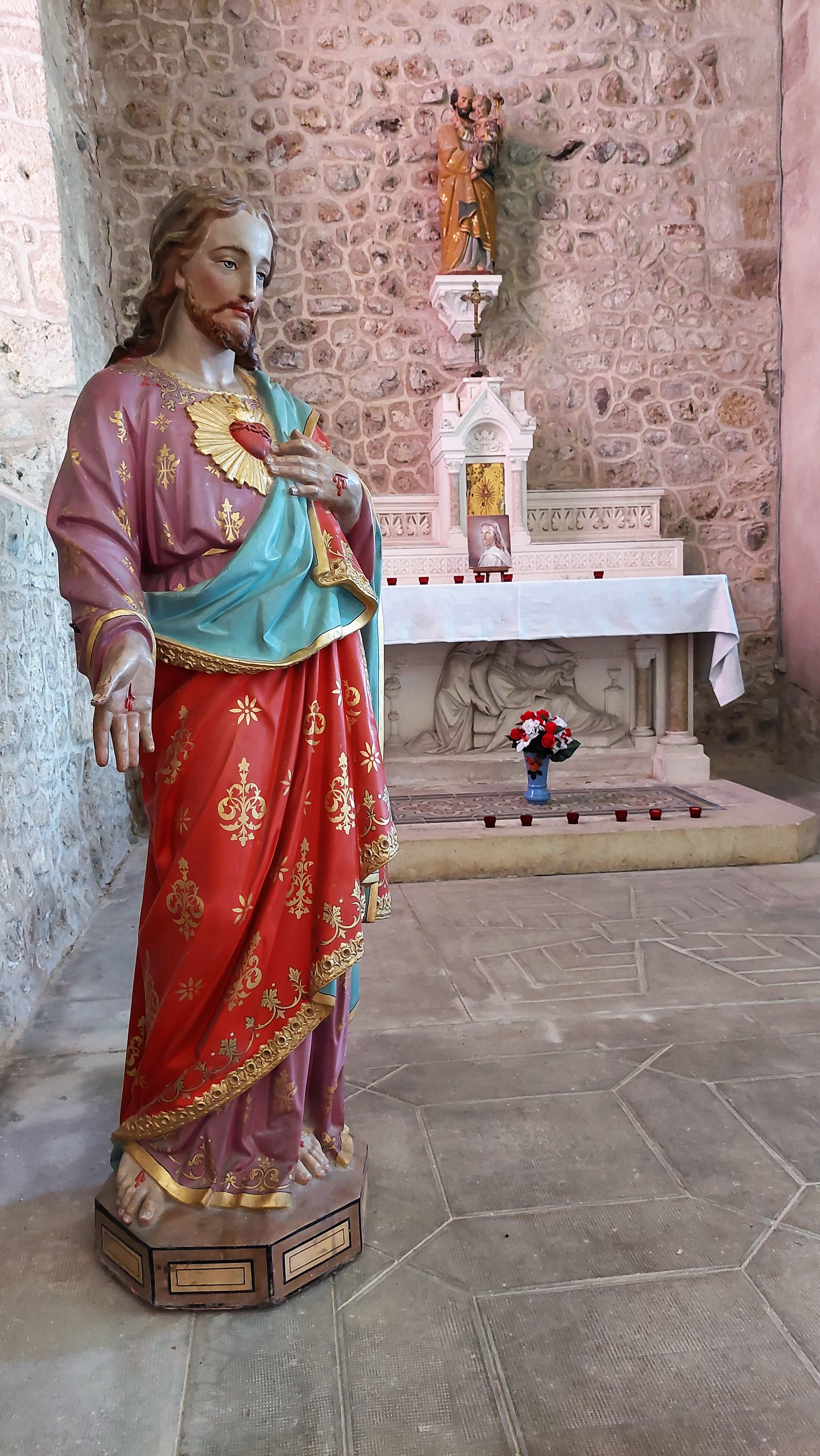
Église Saint-Pierre, statue du Christ.
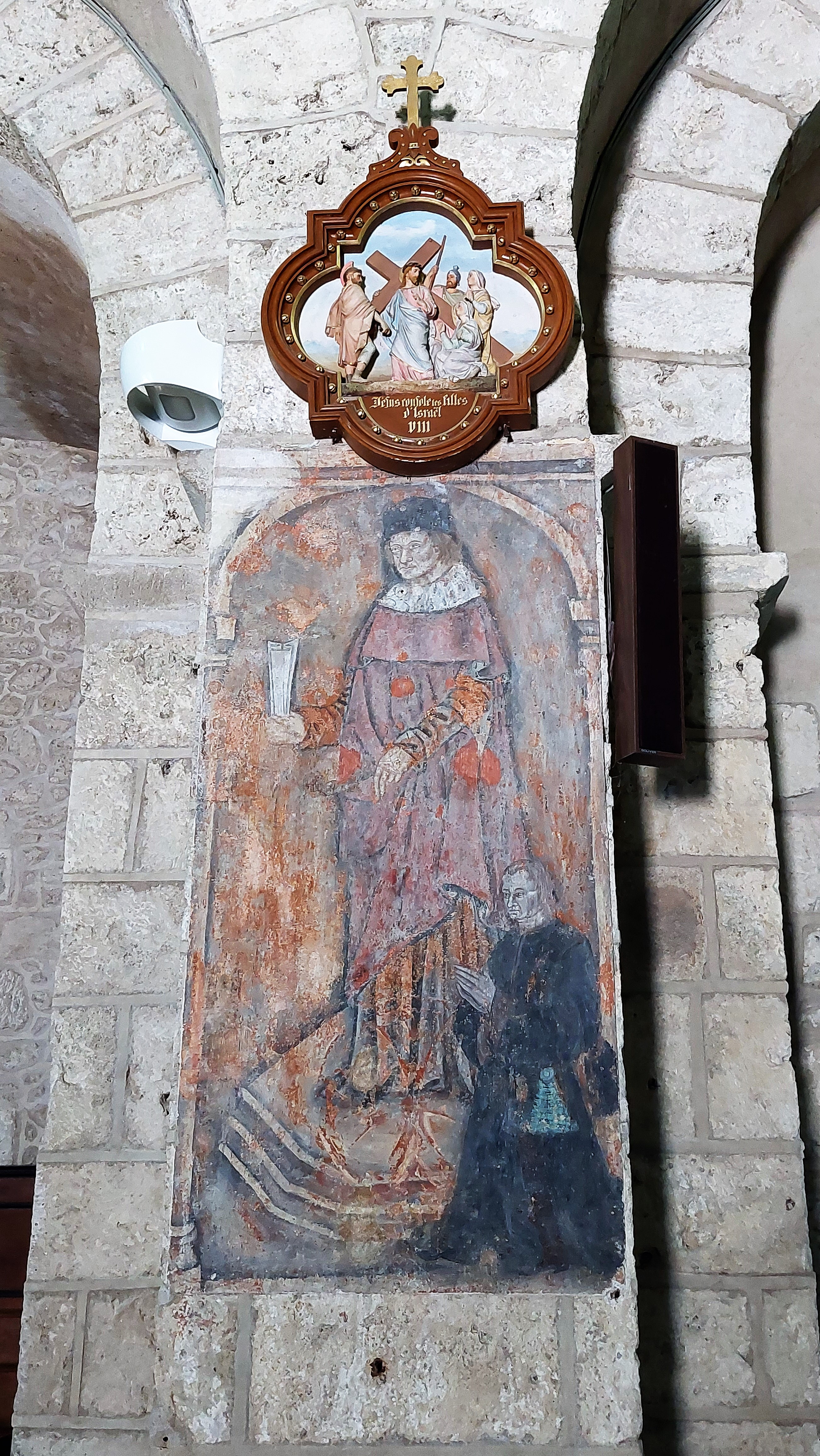
Fresque peinte dans l'église.
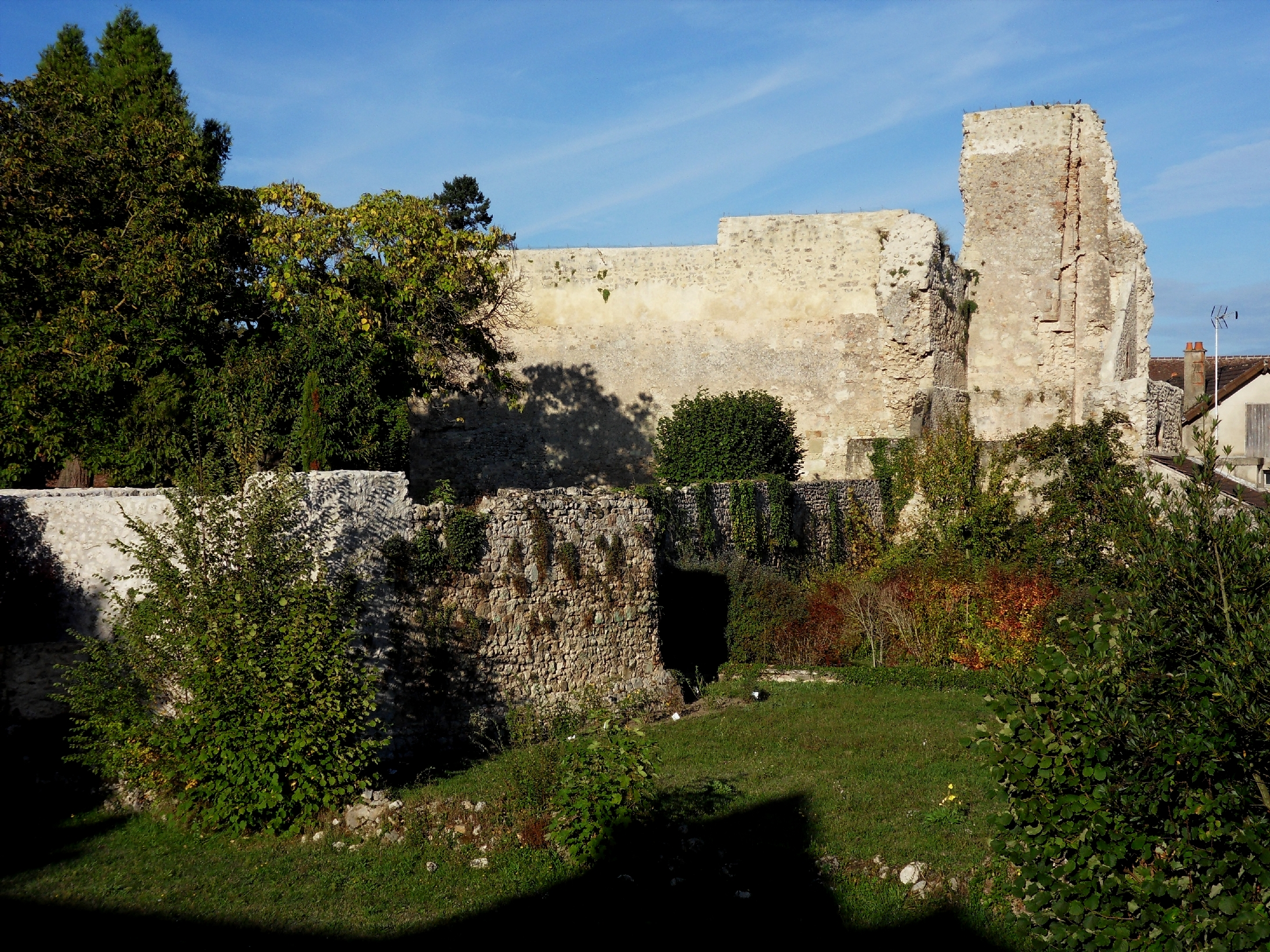
Ruines du château de Verneuil-en-Bourbonnais.

### Personnalités liées à la commune
La mère d'Agnès Sorel, Catherine de Maignelais, y était châtelaine.